# Bartolomeo Diaz
Bartolomeo Diaz (în portugheză Bartolomeu Dias; n. 456 d.Hr., Algarve, Regatul Portugaliei – d. 29 mai 1500, Capul Bunei Speranțe, Africa de Sud, Africa de Sud) a fost un navigator și explorator portughez, fiind primul care a descoperit (1487–1488) capul sudic al Africii.

## Biografie
Sunt puține date cunoscute despre navigatorul portughez. El a fost probabil fiul lui Dinis Dias e Fernandes care, fiind însărcinat de regele Portugaliei Henric „Navigatorul”, a făcut explorări de-a lungul coastei Africii, înconjurând în 1444 capul cel mai vestic al Africii Capul Verde (Cabo Verde) și descoperind Terra dos Guineus (Guineea).
În anul 1481, Bartolomeo Diaz a luat parte la o nouă expediție, condusă de Diogo de Azambuja, spre coasta Guineei.

## Descoperirea lui Diaz
Prin căutarea căii maritime din Europa spre Asia în timpul regelui Henric Navigatorul, expedițiile portugheze explorează la începutul secolului al XV-lea coastele Africii de vest, inaugurând Perioada Marilor descoperiri. Astfel Diaz primește o însărcinare secretă a regelui portughez Ioan al II-lea ca să continue cercetarea lui Diogo Cão de a găsi punctul sudic al continentului african și pe cât posibil drumul spre India.
Exploratorul pornește pe mare împreună cu fratele său Diego Dias și cu congolezi ca traducători, probabil la sfârșitul lui august în anul 1487 cu o flotă alcătuită din trei corăbii (caravele).
Flota navighează în lungul coastei de vest africane lăsând în urmă vărsarea fluviului Congo, ajungând la ultima regiune cunoscută deja de portughezi Namibia de astăzi, trece prin Golful Balenei, spre sud traversând Golfo de São Tomé (azi Spencer Bay) ajungând la Angra Pequena (Golful Lüderitz), urmează Cabo da Volta de unde sunt împinși de un vânt din nord puternic și furtună cele două caravele rămase spre sud spre Capul Bunei Speranțe.
Navigând spre est și neîntâlnind uscat (pământ), navighează spre nord descoperind golful Angra dos Vaqueiros numită la vederea unei turme de vaci (se presupune că ar fi fost Moselbai). Mai departe, pe parcurs întâlnește Algoa Bai, Kap Padrone (12 martie 1488), unde are loc o revoltă la bord. Cu toate acestea, continuă să navigheze spre est. Astfel ajunge la vărsarea fluviului (Groot Vis) unde poate constata faptul că țărmul african are direcția nord, fiind sigur de descoperirea drumului căutat de 70 de ani. În cinstea secundului său botează fluviul Rio Infante. Fiind echipajul lui chinuit de scorbut, membrii acestuia îl silesc să se întoarcă. Pe drumul de întoarcere, ocolește din nou "Capul Bunei Speranțe" denumit de el 'Cabo Tormentoso' Capul Furtunilor ajungând înapoi în Lisabona la sfârșitul lui decembrie 1488, după o călătorie de 16 luni. Datorită secretului călătoriei, multe detalii nu pot fi elucidate.
După această călătorie, Diaz participă ca sfătuitor la întocmirea hărților și echiparea corăbiilor.
Este neclar din care cauză succesorul la tron al regelui portughez, însărcinează cu expediția următoare, din 1497 pe Vasco da Gama, în locul lui Diaz.
Diaz mai ia parte la expediția (1500) condusă de Pedro Álvares Cabral pe drumul maritim între Africa și America de Sud (care va descoperi Brazilia) și moare prin scufundarea corăbiei într-o furtună (29 mai 1500) în apropierea "Capului bunei Speranțe" descoperite de el.